# Palazzo del Banco di Santo Spirito

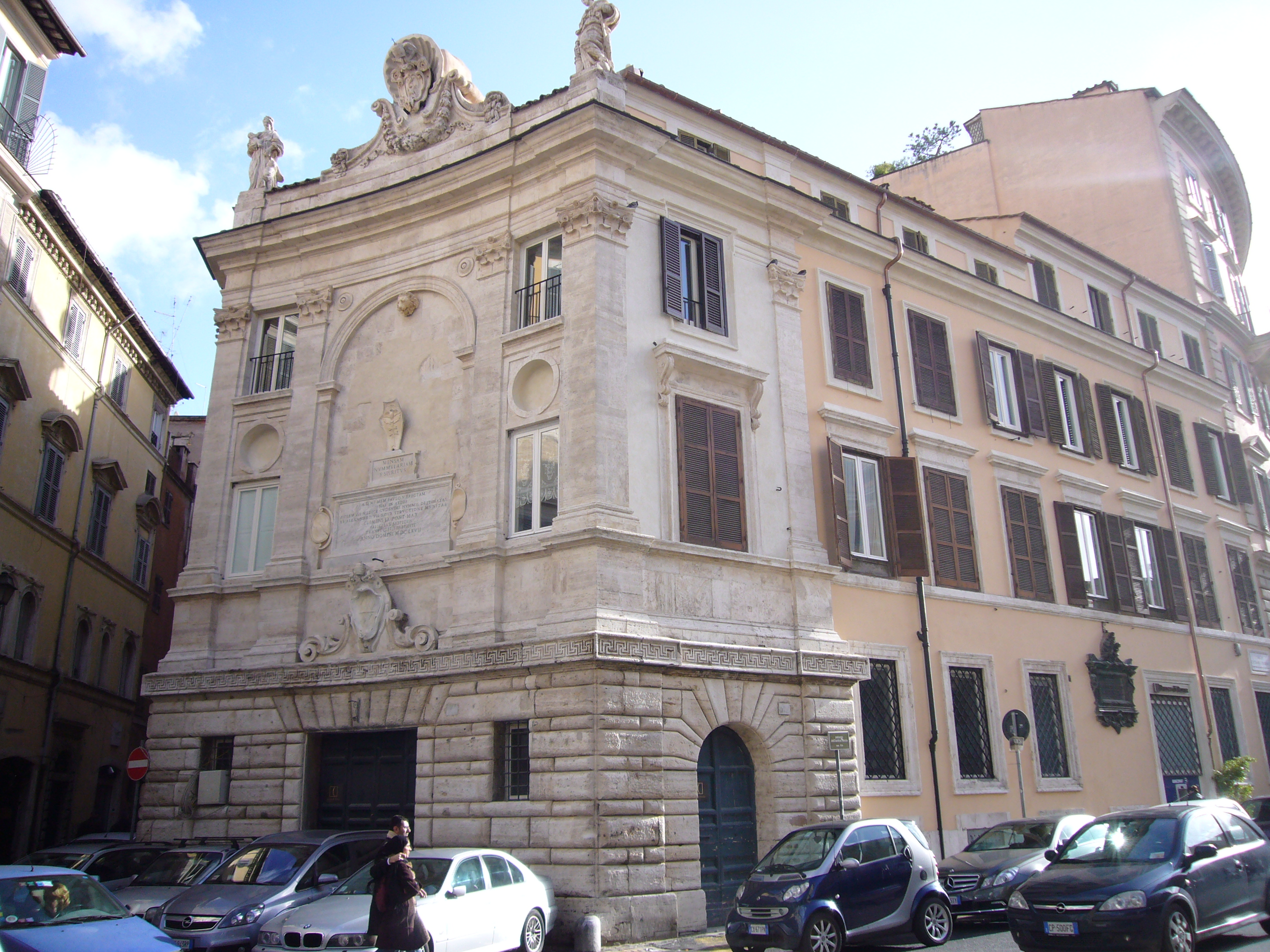
Vista do palácio já restaurado.

Palazzo del Banco di Santo Spirito, antigo Palazzo della Zecca Vecchia, é um edifício localizado na Via del Banco di Santo Spirito, no rione Ponte de Roma.

## História
Em 1504, o papa Júlio II aprovou uma reforma monetária e encomendou a Donato Bramante a alteração de um edifício já existente para que ele fosse utilizado como casa da moeda pontifícia. Ali foram cunhadas as moedas de prata conhecidas como "júlios", que valiam um décimo de um ducado de ouro, e outras moedas e medalhas, algumas das quais obra de Benvenuto Cellini.

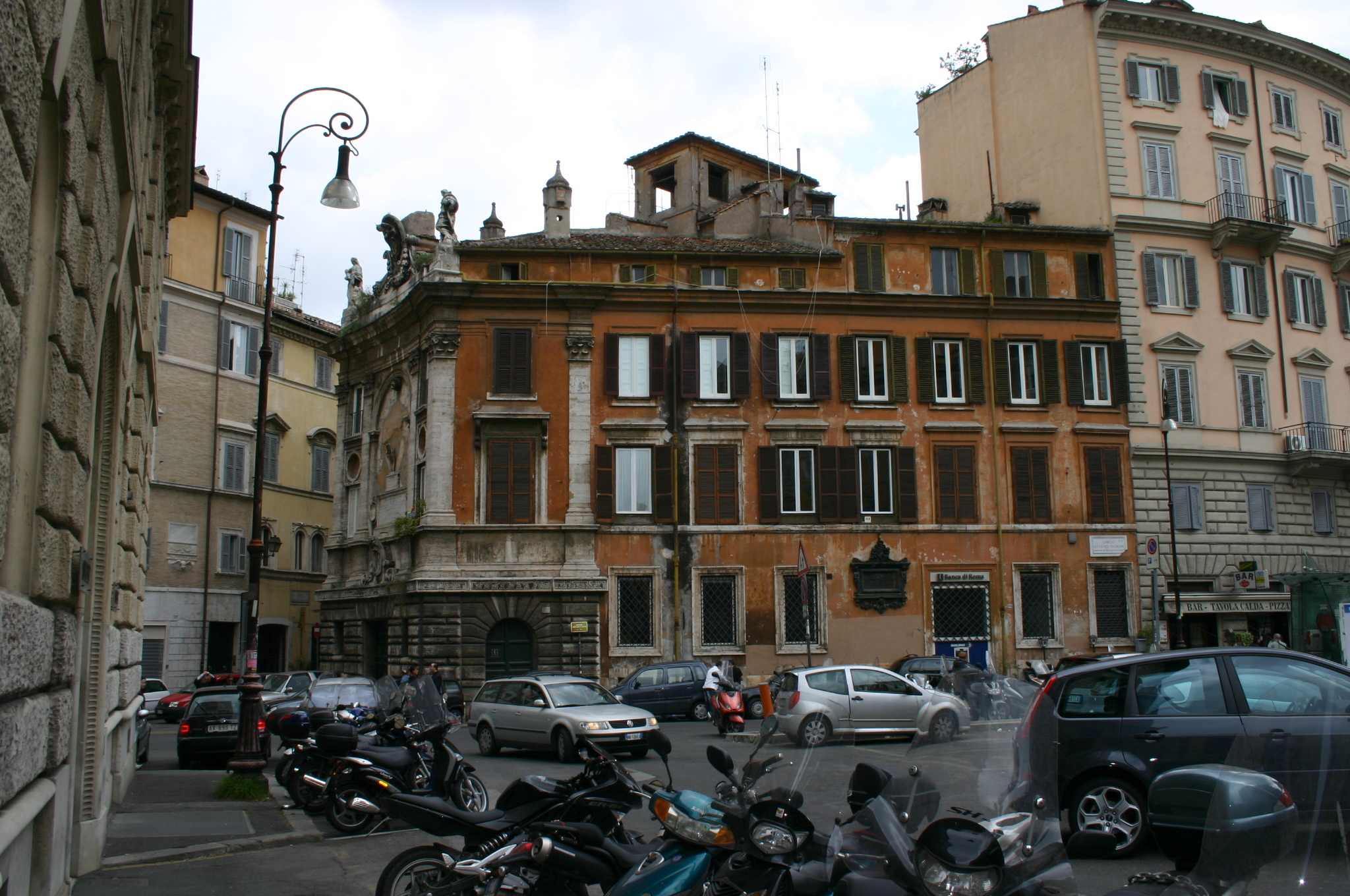
Vista lateral no Largo Ottavio Tassoni.

Alguns anos depois, o papa Leão X encarregou Antonio da Sangallo, o Jovem, de construir uma fachada para o edifício, que foi completada em 1524, o que gerou uma grande excitação por causa da novidade de seu aspecto ligeiramente côncavo, que antecipou uma solução que depois tornar-se-ia característica do estilo barroco.
Em 1541, a casa da moeda foi transferida para outro lugar e o edifício permaneceu sem uso, mas conservando o nome de "Zecca vecchia" ("antiga casa da moeda").
Em 1605, um grande tumulto econômico se abateu sobre Roma com a falência de alguns banqueiros e o papa Paulo V, fundou o Banco di Santo Spirito, cujo capital era garantido pela propriedade do Ospedale di Santo Spirito in Sassia. Em 1666, o hospital, por ordem do papa Clemente IX, adquiriu o Palazzo della Zecca vecchia para utilizá-lo como sede para o banco de pois de uma reforma do interior encomendada ao arquiteto Giovanni Tommaso Ripoli.

## Descrição
A fachada do edifício é ligeiramente côncava em relação às duas laterais do edifício na profundidade de uma janela com sua varanda; o piso térreo é rusticado e termina em uma faixa decorada com meandros. O portal, retangular e flanqueado por duas duas janelas, está encimado pelo brasão do papa Clemente IX.

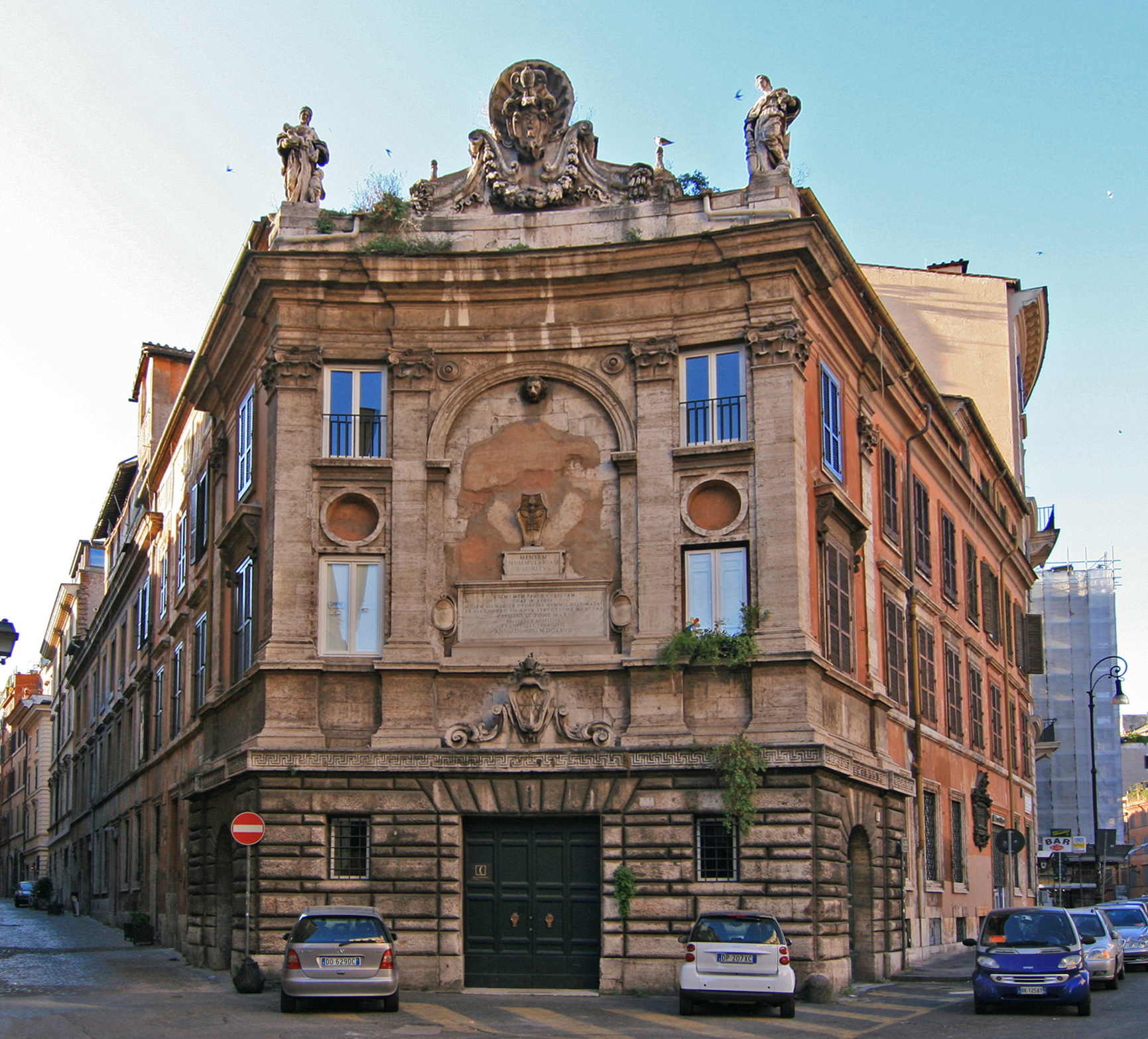
Fachada antes da restauração.

Acima da faixa que separa o piso térreo estão inseridas quatro pilastras apoiadas sobre pedestais, dois nas esquinas da fachada e dois emoldurando um grande arco com inscrições, o brasão do hospital e, no alto, uma cabeça de um leão. Dos lados, entre as pilastras, duas janelas, dois óculos e duas outras janelas com varandas acima. A fachada termina num maciço beiral sobre o qual, nas esquinas, estão duas estátuas: da Caridade e da Abundância. No centro, um fastígio com o brasão do papa Paulo V, fundador do banco.
Atualmente, o palácio ainda é utilizado para atividades bancárias, hospedando, no piso térreo, uma agência do banco UniCredit.